# Knut Anders Fostervold

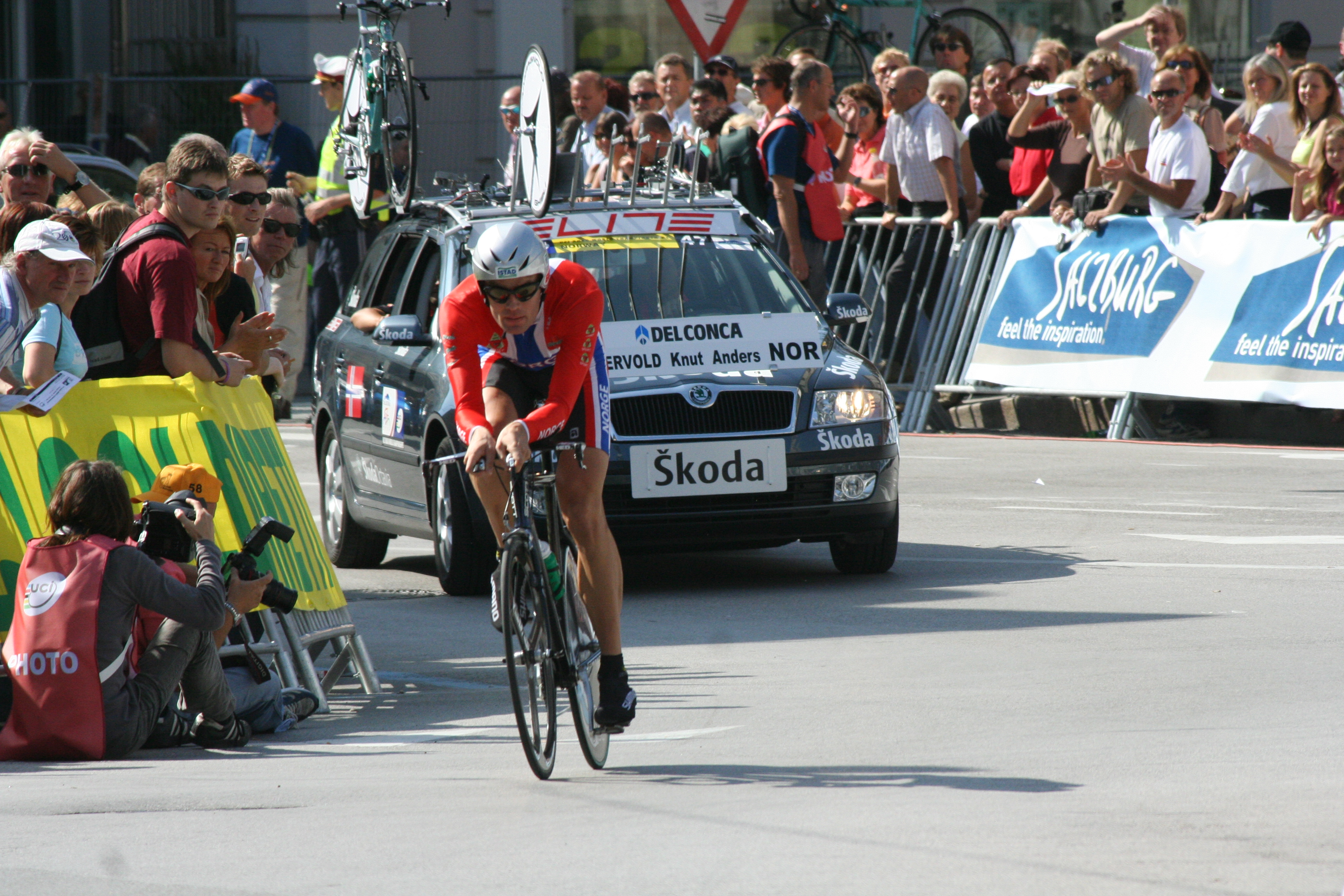
Knut Anders Fostervold bei den Straßen-Radweltmeisterschaften in Salzburg, September 2006

Knut Anders Fostervold (* 4. Oktober 1971) ist ein ehemaliger norwegischer Radrennfahrer und ehemaliger Fußballspieler.
Knut Anders Fostervold begann seine sportliche Laufbahn als Fußballspieler. Von 1994 bis 2002 spielte er für den norwegischen Verein Molde FK, bis auf wenige Monate 2000/2001, in denen er an den englischen Verein Grimsby Town ausgeliehen war. Mit Fostervold in der Abwehr wurde Molde 1994 Pokalsieger und qualifizierte sich 1999 für die Champions League.
Wegen einer schweren Knieverletzung musste Fostervold den Fußball 2002 aufgeben, und er begann mit dem Radsport.
2005 und 2006 wurde er jeweils Dritter der norwegischen Meisterschaft im Einzelzeitfahren. 2007 errang er zwei nationale Titel: im Mannschaftszeitfahren gemeinsam mit Kurt Asle Arvesen und Mikael Brunsvik sowie in der Einerverfolgung auf der Bahn. 2008 wurde er jeweils Vize-Meister im Mannschaftszeitfahren und in der Einerverfolgung sowie Dritter im Einzelzeitfahren.
2005 war er bei den Mountainbike-Marathon-Weltmeisterschaften nominiert, ging aber nicht an den Start, und 2006 startete bei den Straßen-Radweltmeisterschaften in Salzburg im Einzelzeitfahren, wo er den 43. Rang belegte.
Gemeinsam mit Kurt Asle Arvesen betreibt Fostervold eine Trainingsakademie (Stand 2013). Fostervold selbst trainiert jetzt für Triathlon, bestreitet aber auch weiterhin Kriterien in seinem Heimatland.

## Teams
- 2005 Team Hard Roxc
- 2006 Sparebanken Vest